# Poppe & Co
Poppe & Co ist eine Serie von Zeichnungen des deutschen Humoristen Loriot. Sie erschien zwischen Februar 1963 und September 1964 in 28 Folgen in der Illustrierten Quick. Die Zeichnungen stellen die Arbeit des titelgebenden Unternehmens dar, dessen drei Mitarbeiter allerlei Aufträge erfüllen. Einzelne Zeichnungen erschienen außerhalb der Serie in verschiedenen Sammelbänden Loriots.

## Inhalt und Einordnung
Das Unternehmen Poppe & Co besteht aus drei Mitarbeitern. Chef ist Wilhelm C. Poppe, dessen Familie das Unternehmen seit 1876 besitzt. Poppe ist als klassisches Knollennasenmännchen gezeichnet, wirkt durch seinen für Loriot ungewöhnlichen Mittelscheitel und seine Brille aber intellektueller und jünger als andere Figuren von Loriot. Neben ihm und Otto Brammel gehört die Sekretärin Frau Kleinschmitt, eine klassische loriotsche Knollennasenfrau mit geblümtem Kleid, zur Firma. Laut Selbstbeschreibung des Chefs in der ersten Folge umfasst das Angebot des Unternehmens vielfältige Tätigkeiten. So „führen [sie] Werbefeldzüge, errichten oder beseitigen Gebäude aller Art, stürzen Minister, vernichten Ungeziefer, lösen intime Eheprobleme, veranstalten bunte Abende, übernehmen Spionageaufträge und verrichten jede Arbeit in Heim und Garten.“ Die Aufträge des Unternehmens sind Inhalt der Folgen von Poppe & Co.
Seit 1956 konzentrierte sich Loriots Werk vor allem auf Ratgeberserien wie Der gute Ton, bei denen Tipps für vermeintlich gutes Benehmen gegeben werden. Aus Sicht des Germanisten Stefan Neumann wollte Loriot sich mit Poppe & Co nun von diesem Schema lösen. Stattdessen zeichnete er diesmal abgeschlossene Folgen mit festem Personal, ein Stil, mit dem er sich an anderen Illustrierten-Zeichnern orientierte, etwa seinem Quick-Kollegen Manfred Schmidt. Ähnliche Projekte war Loriot schon Mitte der 1950er Jahre mit der Weltbild-Serie Familie Liebsam und der Quick-Serie Adam und Evchen angegangen, allerdings nur mit mäßigem Erfolg.
Poppe & Co folgt dem für Loriot klassischen Muster, bei dem die absurden Situationen der Zeichnungen von einem betont sachlichen Legendentext begleitet werden. So zeigt eine Zeichnung der vierten Folge Poppes Panzertest, wie ein Panzer quer über ein großes Beet fährt und hinter sich kleine Bäume und einen Gärtner durch die Luft wirbeln lässt. In der Legende wird die Beschleunigung des Panzers auf 55 km/h in 6 Sekunden beschrieben, die der auf dem Bild zu sehende Gärtner Klaus H. schriftlich bestätigt habe. Während der Laufzeit der Serie verschob sich der inhaltliche Schwerpunkt von solchen Aufträgen wieder zurück zu den Themen aus Loriots Ratgebern. Ein Beispiel dafür ist die 24. Folge Feiner speisen mit Poppe, in der absurde Hinweise für das Verhalten bei Tisch gegeben werden.

## Veröffentlichung
Die erste Folge Die Sache mit der Mona Lisa, die auch die Vorstellung der Charaktere beinhaltet, war Teil der Quick-Ausgabe vom 10. Februar 1963. In den folgenden knapp anderthalb Jahren erschienen in unregelmäßiger Abfolge insgesamt 28 Episoden der Serie. Damit zählt sie zu den relativ lange laufenden Zeitschriftenserien von Loriot. Die letzte Folge war Teil der Ausgabe vom 20. September 1964.
Im Gegensatz zu anderen Arbeiten Loriots für Zeitschriften erschien Poppe & Co nicht in einer eigenständigen Buchveröffentlichung. Für Stefan Neumann lag dies zum einen wohl daran, dass die Serie nicht zum Image Loriots passte, das er sich mit seinen Ratgeberzeichnungen aufgebaut hatte, zum anderen an der fehlenden Homogenität der Serie. Trotzdem erschienen Teile einiger Folgen, darunter Poppes Panzertest und Feiner speisen mit Poppe, in Sammelbänden von Loriot. Bei diesen Veröffentlichungen wird allerdings kein Bezug zur Serie Poppe & Co hergestellt.

## Folgenliste
1. Die Sache mit der Mona Lisa. In: Quick. Nr. 6, 10. Februar 1963, S. 5–7.
2. Fasching mit Blühmels. In: Quick. Nr. 8, 24. Februar 1963, S. 5–7.
3. Auch bei Grippe: Poppe hilft. In: Quick. Nr. 10, 10. März 1963, S. 5.
4. Poppes Panzertest. In: Quick. Nr. 12, 24. März 1963, S. 5.
5. Notstand mit Poppe. In: Quick. Nr. 13, 31. März 1963, S. 5–7.
6. Kanzlerschutz. In: Quick. Nr. 16, 21. April 1963, S. 5.
7. Poppes Urlaub für Jedermann. In: Quick. Nr. 17, 28. April 1963, S. 5–7.
8. Poppes seelische Soldatenbetreuung. In: Quick. Nr. 21, 26. Mai 1963, S. 5–7.
9. Mehr Umsatz mit Poppe. In: Quick. Nr. 25, 23. Juni 1963, S. 5–7.
10. Poppe rettet Abu Simbel. In: Quick. Nr. 28, 14. Juli 1963, S. 5.
11. Süßes Leben überall. In: Quick. Nr. 31, 4. August 1963, S. 5.
12. Reisen für Deutschland. In: Quick. Nr. 35, 1. September 1963, S. 5.
13. Mit Poppe auf Empfang. In: Quick. Nr. 38, 22. September 1963, S. 5.
14. Umzug mit Poppe. In: Quick. Nr. 43, 27. Oktober 1963, S. 5.
15. Privatdetektei Poppe. In: Quick. Nr. 46, 17. November 1963, S. 5.
16. Poppes festlicher Geschenk-Katalog. In: Quick. Nr. 50, 15. Dezember 1963, S. 5.
17. Poppes Festtagsdienst. In: Quick. Nr. 52, 29. Dezember 1963, S. 62.
18. Mit Poppe auf Jagd. In: Quick. Nr. 3, 19. Januar 1964, S. 5.
19. Fasching mit Poppe. In: Quick. Nr. 6, 9. Februar 1964, S. 5.
20. Verlobung mit Poppe. In: Quick. Nr. 9, 1. März 1964, S. 5.
21. Poppes Automobiltest. In: Quick. Nr. 12, 22. März 1964, S. 5.
22. Poppes Tierpsychologie. In: Quick. Nr. 16, 19. April 1964, S. 5.
23. Besser schlafen mit Poppe. In: Quick. Nr. 18, 3. Mai 1964, S. 5.
24. Feiner speisen mit Poppe. In: Quick. Nr. 21, 24. Mai 1964, S. 5.
25. Zu Pferde mit Poppe. In: Quick. Nr. 25, 21. Juni 1964, S. 5–7.
26. Picknick mit Poppe. In: Quick. Nr. 30, 26. Juli 1964, S. 5.
27. Mit Poppe ohne Oberteil. In: Quick. Nr. 33, 16. August 1964, S. 5.
28. Moralisch durch Poppe. In: Quick. Nr. 38, 20. September 1964, S. 56.